# Phyllopsora parvifolia
Phyllopsora parvifolia är en lavart som först beskrevs av Christiaan Hendrik Persoon, och fick sitt nu gällande namn av Johannes Müller Argoviensis. Phyllopsora parvifolia ingår i släktet Phyllopsora och familjen Ramalinaceae.   Inga underarter finns listade i Catalogue of Life.